# Dežin Šegpa
Dežin Šegpa (1384 - 1415) byl 5. karmapa školy Karma Kagjü a učitel čínského císaře, od něhož obdržel černou korunu.
Narodil se v jižním Tibetu. Podle legendy ihned po naození řekl: "Jsem karmapa. Óm mani padmé húm šrí." Brzy byl také Dešin Šegpa určen jako 5. karmapa, inkarnace předchozího karmapy Rolpy Dordžeho. Jako učitel dharmy mnoho cestoval po Tibetu i Mongolsku. Poté, co měl čínský císař vizi Avalókitéšvary, zavítal pátý karmapa v roce 1406 i na císařský dvůr. Prostřednictvím Šegpova učení o nenásilí (sa. ahinsá) se mu podařilo zabránit několika válečným konfliktům.